# Radek Sňozík
Radek Sňozík (* 17. října 1975) je bývalý prvoligový fotbalový brankář týmu Bohemians 1905. Momentálně působí v klubu FK Lety. Má na kontě několik vstřelených branek, z toho jednu prvoligovou. Dále je znám pro incident v zápase Zlín – Příbram, kdy udeřil pěstí zlínského Janíčka, za jeho dotírání za hranicí pravidel. Je členem týmu Real TOP Praha, v jehož dresu se zúčastňuje charitativních zápasů a akcí.

## Kariéra
- SK Tachov (1982–93),
- VTJ Tábor (1993–94),
- SK Tachov (1994–95),
- SK Rakovník (1995–96),
- SK Tachov (1997–99),
- Marila Příbram (1999–2006),
- Bohemians 1905 (2006–2013)
- FK TJ Štěchovice (2013–2016)
- FK Lety (2016–)

V roce 2011 vyhrál desátý ročník ankety Společnosti Vlasty Buriana o nejsympatičtějšího brankáře sezony.[zdroj?]

## Herecká kariéra
Objevil se v seriálu z fotbalového prostředí Vyšehrad, kde měl menší roli.